# Історія свердловинних гірничих технологій
Історія свердловинних гірничих технологій — охоплює період від неоліту до нашого часу.

## Початки: від неоліту до середини І тис. до Р.Х
Видобуток корисних копалин свердловинним методом має надзвичайно давню історію.
Передчасся цього методу включає створення людиною колодязів — аналогів свердловин, які датуються епохою неоліту і розповсюджені на всій ойкумені. Спершу це були неглибокі ями з берестяними контейнерами для збору води. Найстаршою з відомих у Європі є свердловина-колодязь глибиною 7-8 метрів, знайдена на Кіпрі. Епохою неоліту відзначені колодязі-свердловини в Ізраїлі, зокрема часті посилання на рукотворні колодязі-свердловини у Біблії (цікаво, що ці колодязі називалися іменами їх будівельників). Австралійські аборигени в суворих умовах австралійської пустелі викопували в піску колодязь до рівня чистої води і накривали джерело від забруднень. В Індії колодязі використовували не тільки як джерело води, але і для охолодження. Давні свердловини глибиною 10 метрів знайдені й у Єгипті, на обширах двох Америк (особливо в межах земель розвинених культур інків, майя, ацтеків та ін.). Спершу оснастка колодязів була з дерева, згодом стало застосовуватися армування з плетіння, кераміки, цегляна кладка.
Вважається, що власне свердловинна технологія видобутку корисних копалин зароджується у ІІІ-VI ст. до Р. Х. на території Китаю (в деяких джерелах також згадується Японія і М'янма). Примітно, що технологічні особливості китайського буріння базувалися не на вже відомому на той час свердлінні, а на ефекті руйнування породи за рахунок удару.
У роботах китайського філософа Конфуція (551—479 до Р. Х.) описані китайські свердловини для видобутку води і соляних розсолів, споруджені за часів династії Чоу (початок правління 1122 р. до Р. Х.). Свердловини мали глибину близько 100 м та бурились в області Чун Канг, поблизу кордону з Тибетом. Деякі свердловини досягали 500 м, а окремі навіть 1242 м. Ці глибини шляхом буріння було досягнуто тільки у кінці XIX — на початку ХХ ст.
Отже, перші в історії свердловини споруджувалися за допомогою методу, який згодом назовуть ударно-канатним бурінням. Дослідник зі США К. С. Том так описує процес буріння: «Китайський метод глибокого буріння використовував групу чоловіків, які стрибали по брусу бурового долота, в той час, як буровий інструмент обертався буйволами і биками». Цікаво, що, як повідомляє К. С. Том, цей же метод використовувався для видобутку нафти в Каліфорнії в 1860-і роки (процес називали «копати ногами вниз» — англ. «Kicking Her Down»).
Соляний розсіл надходив на поверхню по бамбукових трубопроводах. До нижнього кінця бамбукового жердини прикріплювали зубило (долото), яким руйнувалася порода на вибої. Для вилучення шламу використовували приймальні желонки, що являли собою бамбукову трубу з клапаном на нижньому кінці, який відкривався при ударі труби об дно вибою. Після кількох таких ударів труба наповнювалася пульпою. Витягували трубу на поверхню за допомогою коловорота. При бурінні глибоких свердловин над гирлом споруджували бамбукову вежу на чотирьох опорах, у верхній частині якої розміщувався блок. Стійкість вишки, як і тепер, забезпечувалася канатними розтяжками. Сцени процесу свердловинного видобування розсолу зображені на цегельному рельєфі гробниці династії Хань (202—220 до Р. Х.) у провінції Сичуань .
Для випарювання солі, як вважає британський науковець-синолог Міхаел Леві, давні китайці використовували спеціальні дистиляційні печі, як паливо слугував природний газ, який міг видобуватися попутно3. Така версія цілком можлива. Час від часу китайці в ході буріння натикалися на нафту або газ, як, наприклад, в Сичуані з свердловин глибиною близько 240 м добували газ, який використовувався для випарювання солі.
Подальше вдосконалення китайської техніки буріння призвело до появи більш складних установок, де окрім робочої живої сили використовувалися тварини. Опори бурової вишки, труби, інструменти, навіть бурове долото виготовлялися з бамбука. Устя свердловини щоб уникнути обвалення закривалося кам'яною плитою з отвором. Для аварійних випадків було створено численні конструкції різних допоміжних інструментів. Однак принципові засади винаходу китайців зі століттями майже не змінювалися.
Глибокі свердловини, які китайці використовували для добування розсолу, очевидно були артезіанськими, в яких вода сама підіймалася на поверхню під дією природного тиску. З європейців ударно-канатний спосіб буріння артезіанських свердловин вперше описав французький місіонер Георг Імберт, який на початку XIX ст. побував на китайських соляних промислах в районі міста Цзядін. Соляний розсіл видобувався тут з глибини до 900 м.

## Свердловинна технологія видобутку корисних копалин у середньовічній Європі та Євразії
У середньовічній Європі натомість з'являється інший спосіб свердловинної технології — заснований на роторному бурінні. Відомо, що в 1126 р. у провінції Артуа (Франція) була пробурена артезіанська свердловина на воду. Звідси і пішла назва «артезіанські свердловини».
Одним з перших зображень такої свердловини вважають малюнок італійця Джованні Фонтана (Giovanni Fontana) в його «Книзі приладів для ведення війни» (Bellicorum Instrumentorum Libri cum figuris et fictitijs literis conscriptus) (1420—1440 рр.). Таким чином, у Італії було опубліковане перше в Європі креслення бурового обертального пристрою для спорудження колодязів-свердловин. У нижній частині пристрій обладнувався буровою фрезою, яку обертали вручну за хрестовину.
Видатний італійський вчений Леонардо да Вінчі (1452—1519) запропонував ряд технічних рішень у галузі буріння. Ним були побудовані 10 машин для горизонтального буріння. Розробки Леонардо активно використовувала Франція, що обумовило її лідерство у галузі буріння на багато століть. Машини для буріння Леонардо да Вінчі цікаві з технічної точки зору і до сьогодні.
У його документах, датованих 1500 р., є зокрема креслення бурової установки з триногою. У буровій установці все просто і раціонально. Інструмент включав в себе спіральний бур, передбачені зручна рукоятка-хрестовина для ручного обертання штанги, отвір у штанзі по всій її довжині для перестановки хрестовини в міру поглиблення бура і багато іншого. Леонардо спроектував всі необхідні додаткові пристрої, у тому числі для самоцентрування інструменту. З метою виготовлення обсадних дерев'яних труб ним було запропоновано пристрій для свердління отворів. Взагалі геніальні розробки Леонардо суттєво випередили його час. Багато чого, створене ним, заново винаходити значно пізніше. Висота бурових веж, зображених на ескізах Леонардо да Вінчі, вирахувана за приблизним масштабом сягала 7 м. Леонардо запропонував також легкий верстат для ручного буріння. Однією рукояткою верстата здійснювалося буріння, другою витягувався снаряд зі свердловини.
Бурові установки Леонардо да Вінчі широко використовувалися для буріння численних свердловин на воду у Франції. Внесок обдарованого інженера, яким був Леонардо да Вінчі, у свердловинну технологію видобутку корисних копалин найбільший у Середні віки. Він залишив помітний слід в історії бурової техніки й загалом вплинув на розвиток буріння в Європі.
У 1580 р. французьким вченим Бернардом Палліссі (1510—1589) було запропоновано при спорудженні свердловин відбирати проби ґрунту (керна) для вивчення його властивостей.
Проте обертальне буріння в Європі незабаром майже на два століття було забуте. Цьому сприятимуть успіхи китайського ударного способу буріння, ноу-гау якого у Європу з Азії принисли за однією версією хвилі татаро-монгольських завойовників, а за іншою — знаменитий мандрівник Марко Поло (1254—1324) — автор «Книги про різноманітність світу». Обертальне буріння відродилося тільки в середині ХІХ століття, до якого буріння свердловин розвивалося вкрай повільно.
За часів Середньовіччя на теренах, які контролювалися Золотою Ордою виникає соледобувний центр в районах Усолля-Камського (нині Пермська область Росії), де використовувалася технологія буріння свердловин на розсоли. Датування початків цих соляних промислів сьогодні дискутується, так у джерелі7 зазначаються 1332—1370 роки, а в інших — близько 1430 р.
Діаметр соляних свердловин становив 1 м, глибина перевищувала 100 м. Соляний розчин видобувався через розсолопідіймальні труби. Вони мали триступеневу конструкцію: верхня називалася сволоком, друга — обсадною, третя — весла. Труби були дерев'яними, металеві труби (спочатку клепані) з'явилися в бурінні тільки в XIX ст. Спочатку матиці робилися з цілісних дерев з вибраною серцевиною. Потім вони складалися з окремих брусків, скріплених просмоленим полотном, а пізніше — залізними обручами. Висота журавля (він називався очапом), досягала 18 м, (отже, висота бурової установки досягала сучасних розмірів). Це дозволяло спускати в свердловину окремі секції труб довжиною до 20 м. Коромисло журавля мало довжину 20 м. На одному з його кінців зміцнювався контрвантажі. Ручний коловорот оригінальної конструкції з вертикальним розташуванням осі служив для отримання зворотно-поступальних рухів інструменту. Буровий інструмент доставлявся в свердловину на дерев'яних палях, за сучасною термінологією — штангах.
У Балахонському Усоллі в XIV—XVI ст. бурове обладнання було ще більш удосконалене. Ускладнення конструкції, причиною яких стала необхідність буріння иа глибину до 250 м, в першу чергу торкнулися способу примусового спуску обсадних труб і пристроїв, необхідних для підйому важких вузлів. Стали роздільними підйомні пристрої для буріння і спуску труб. Нагорі сіль випарювали з розсолу в цренах — гігантських, кілька метрів в діаметрі, сковородах. Технологічний процес варіння займав до чотирьох днів. Така техніка застосовувалася в Балахні і Солікамську аж до 70-х років XIX ст. У 1674—1676 роках в Балахні фіксується 33 розсільних труби (свердловини), біля яких працюють 25 тисяч цебер з розсолом, його випарювали на 86 варницях. Сьогодні в Балахнинському краєзнавчому музеї (Горьківська область) зберігається частина дерев'яної солепіднімальної труби (рис. на сайті  [Архівовано 21 квітня 2014 у Wayback Machine.]).
У 1960-х роках у м. Тотьма (Вологодська обл. Росії) було знайдено один з перших рукописних посібників з буріння свердловин, датований XVII ст. Рукопис має назву «Роспись як зачати робити нову трубу на новому місці».

## ХІХ століття: швидкий розвиток свердловинних технологій
XIX століття стало століттям швидкого розвитку ударного буріння. Бурхливе зростання міст, зведення великих промислових підприємств потребували організації їх промислового водопостачання. На самому початку століття французький фізик Араго запропонував спосіб водопостачання Парижа артезіанськими свердловинами. У 1818 р. міністерство землеробства Франції асигнує спеціальні кошти на буріня водопідйомних свердловин. Спочатку (1840—1887 рр.) для спорудження таких свердловин застосовували ударно-штангове буріння з ручним приводом. Цим способом бурили досить глибокі артезіанські свердловини для водопостачання Парижа й інших міст.
У 1846 р. французький інженер Фовель запропонував спосіб безперервного очищення свердловин — їх промивання. Суть методу полягала в тому, що з поверхні землі по трубах в свердловину насосами закачувалася вода, яка виносила шматочки породи наверх. Цей метод дуже швидко отримав визнання, тому що не вимагав зупинки буріння.
У США, навпаки, почали освоювати ударно-канатне буріння. Перша свердловина в США була пробурена для пошуків соляного розчину в 1806 р. недалеко від міста Чарлстона. В ході подальших пошуків розсолів в 1826 р. в штаті Кентукі поблизу м. Бернсвілла випадково була виявлена нафта. Саме в 30-их років XIX ст. американці почали застосовувати буріння для пошуків нафти. У 1859 р. цей спосіб був використаний для буріння першої в США промислової свердловини на нафту (в Пенсільванії). З цього часу і в інших місцях Північної Америки почався інтенсивний розвиток буріння свердловин на нафту ударно-канатним, так званим «Пенсільванським», способом. Буріння виконувалося за завданням фірми «Сенека ойл компані». Цей спосіб отримав розвиток і в Румунії, де його називали «Галицький». За іншими даними, перша свердловина на нафту в США була пробурена в 1863 р. в тій же Пенсільванії на «ділянці полковника Дрейка».
Перша нафтова свердловина в світі була споруджена на Кавказі в 1848 р. Цій події посприяв на той час член Ради Головного Управління Закавказького краю В. М. Семенов, він домігся від міністерства фінансів виділення необхідних коштів для початку бурових робіт. Події розгорталися таким чином. У грудні 1844 р. направив своєму керівництву рапорт, де писав про необхідність «… поглиблення за допомогою бура деяких колодязів … і розвідки на нафту також за допомогою бура між балаханськими, байбатськими і кабристанськими колодязями». Як визнавав сам В. М. Семенов, цю ідею підказав йому керуючий Бакинськими і Ширванськими нафтовими і соляними промислами гірничий інженер М. І. Воскобойников. У 1846 р. міністерство фінансів виділило необхідні кошти і були розпочаті бурові роботи. Про результати буріння йдеться в доповідній записці намісника Кавказу графа Воронцова від 14 липня 1848 р .: "… на Бібі-Ейбат пробурена свердловина, в якій знайдено нафту ". Це була перша нафтова свердловина в світі. 12
Наприкінці 80-х років XIX ст. у м. Новий Орлеан вперше було застосовано обертальне буріння на нафту з промиванням свердловин глинистим розчином. У Росії такий метод буріння почали застосовувати лише в 1902 році.
Буріння на морі вперше було здійснено в Тихому океані в 1897 р. — в районі о. Сомерленд (шт. Каліфорнія, США). Правда історія буріння на морі більш давні — у 1869 р. Томас Роуланд (США) патентує бурову платформу з розсувними ногами для буріння у відкритому морі. А у 1911 р. починається застосування надводних бурильних платформ — з надводної платформи на о. Каддо Лейк (Техас) пробурена перша свердловина.
Число пробурених свердловин на нафтових промислах в кінці XIX століття стрімко зростала. Так в Баку в 1873 р. їх було 17, в 1885 р. — 165, у 1890 р. — 356, у 1895 р. — 604, то до 1901—1740. Одночасно значно зросла глибина нафтових свердловин. Якщо в 1872 р. вона становила 55 … 65 м, то в 1883 р. — 105 … 125 м, а до кінця XIX ст. досягла 425 … 530 м.
У 1899 р. в Росії був запатентований електробур. Це був електродвигун, який був сполучений з долотом і був підвішений на канаті. Вже в 1938 р. була розроблена його сучасна конструкція, а через два роки таким електробуром пробурили першу свердловину.
У в 1922 р. радянським інженером М. А. Капелюшним був винайдений турбобур, що являв собою одноступінчасту гідравлічну турбіну, яка оберталася промивною рідиною.
В Україні в 1886 р. у Бориславі розпочато буріння свердловин на нафту механічним ударним способом. Пробурено перших 9 свердловин з добовим дебітом 4 т. У 1893 р. у Бориславі вперше розпочато буріння свердловин канатним способом. Вже у 1894 р. перші свердловини дали до 150 т. нафти на добу. Свердловинний спосіб видобутку в Українських Карпатах повністю витісняє колодязний. Глибина свердловин досягає 800 м і більше. Деякі свердловини дають фонтани до 3 тис. т. нафти на добу з глибини понад 1000 м. «Галицька Каліфорнія» — Борислав в приваблювала підприємців з усієї Європи і світу.

## ХХ століття
З середини ХХ століття свердловинну технологію використовують для добування руд — підземне вилуговування.
З початку 1960-х років з метою вивчення глибинної будови Землі в світі стали застосовувати надглибоке буріння (свердловини глибиною бл. 6000 м і більше). У 1984 р. на Кольському півострові пробурена найглибша в світі свердловина СГ-3 (12 066 м).
У другій половині ХХ ст.. свердловинні технології починають використовуватися на інших планетах Сонячної системи. У 1969 р. верше виконано ручне буріння поза планетою Земля — на Місяці в рамках програми експедиції «Аполлон» (США). 1970 року радянська автоматична міжпланетна станція «Луна-16» на Місяці провела неглибоке (35 см) колонкове буріння, отриманий 100%-ний вихід керна.